# ロッテワールド
ロッテワールド（朝: 롯데월드、英: Lotte World）は、大韓民国のソウル特別市松坡区にあるテーマパーク。運営はロッテグループのホテル事業であるホテルロッテのロッテワールド事業本部。1985年に着工、1989年7月12日にオープンした。マスコットキャラクターは「ロッティ＆ローリー」。施設にはロッテ百貨店、免税店を併設し観光名所として知られている。ソウル首都圏ではエバーランド、ソウルランドと合わせ三大娯楽施設と呼ばれることがある。
遊園地であるロッテワールド・アドベンチャー（롯데월드 어드벤처、Lotte World Adventure）は、屋内のアドベンチャーと、石村湖水（西湖）に突き出した屋外のマジック・アイランド（매직아일랜드）を合わせた部分であり、その他、ロッテワールド民俗博物館（민속박물관）、アイスリンク、ホテルなどがある。

## 概要

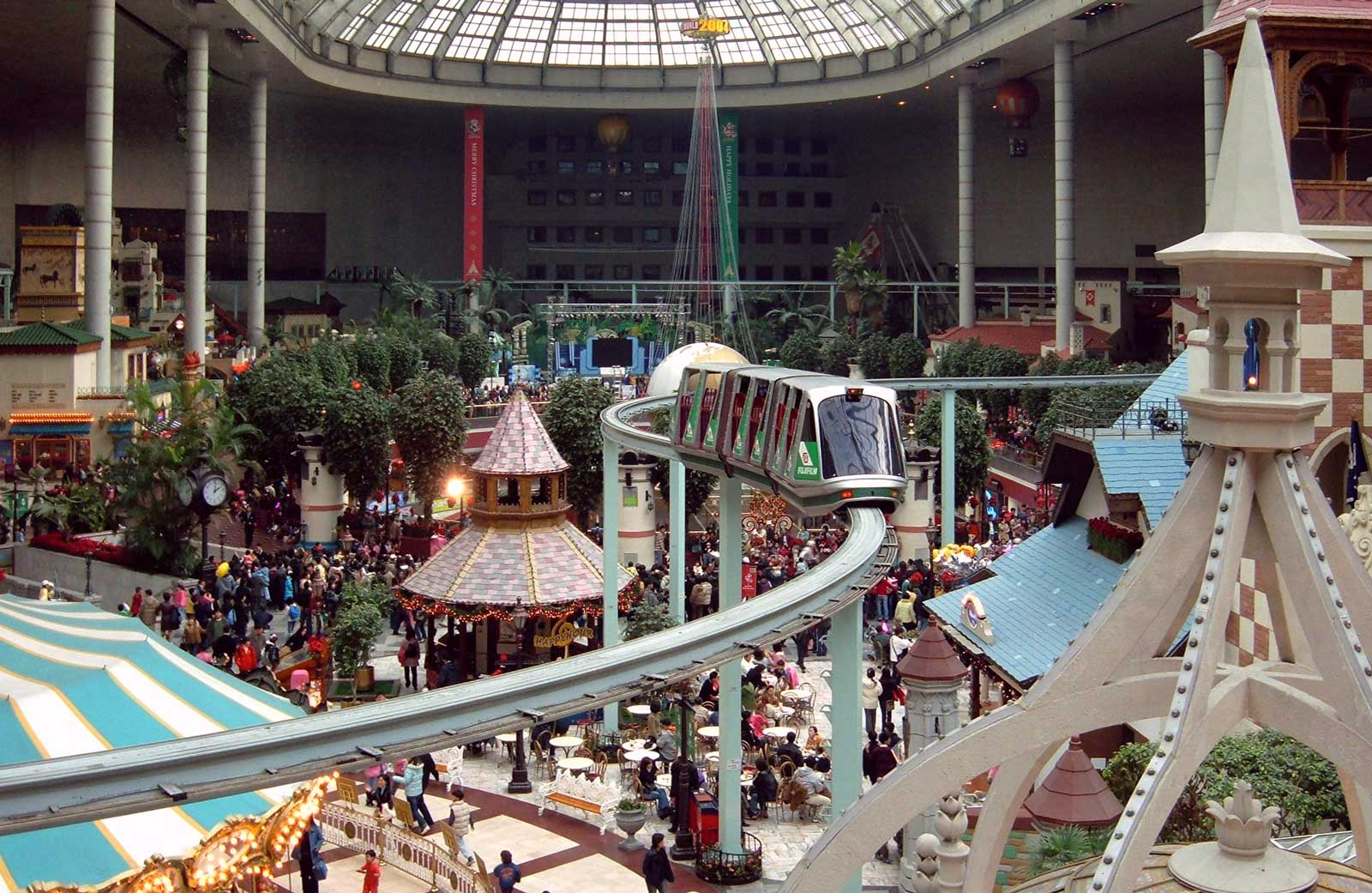
ロッテワールド・アドベンチャー内部

マジックアイランド正面

ロッテワールド・アドベンチャーは、1989年7月12日に開業し、マジックアイランドは1990年3月24日に開業した。現在は40以上のアトラクションがある韓国内でも大規模のテーマパークである。2011年の来場者数は758万人で、世界のテーマパークランキングで11位を記録した。
2006年3月26日、同年3月5日に起こった従業員の転落死亡事故のお詫びとしてパークを同年3月31日まで無料で開放したが、パークのキャパシティをはるかに超える10万人の観客の殺到により35人の負傷者を出すという事故が起こった。これを受けて27日以降の無料開放を中止する措置をとった。
2007年1月、施設の安全性について深刻な問題があるという診断を受け、1月8日からは営業を臨時中止していたが同年7月1日、約85億円が投入された全面的な安全改補修を済ましてから「ロッテワールドシーズン2」を宣言し営業を再開した。
テレビドラマ「天国の階段」や「Running Man」「ボスを守れ」「ジキルとハイドに恋した私」の撮影で使用された。

## 他展開

### 韓国内
2014年から2015年にかけて慶尚南道金海市長有洞に金海ロッテウォーターパークをオープンしていた。2014年10月14日、ロッテワールドの近接地のロッテワールドモール内にロッテワールド水族館をオープンした。その後も2016年には恩平ロッテモールにロッテワールド・キッズパークをオープン。2017年4月3日、ロッテワールドのすぐ向かいにロッテワールドタワーをオープンした。
2022年に釜山広域市機張郡の東釜山観光団地のオシリアテーマパークにロッテワールド・アドベンチャー釜山（釜山ロッテワールド・マジックフォレストテーマパーク）が開場された。

### ロッテワールド東京
1997年、東京都江戸川区葛西臨海地区のロッテ所有地に「ロッテワールド東京」を建設する計画があり、実際にアセスメントまで実施したが、近隣に東京ディズニーシー等競合施設が建設されたことなどを受け、同計画は凍結。着工に至っていない。

### ロッテワールド瀋陽
中華人民共和国瀋陽市に建設。2014年に一期工事が完成し、ショッピングモールが営業を開始。続いて二期工事のテーマパーク、オフィスビルの建設が始まったが、2016年に韓国内のTHAADミサイル配備に伴い中韓関係が悪化すると、中国当局が消防法違反を理由に工事許可を取り消した。2018年現在も工事完成の目処は立っていない。

## 入場料
1989年にオープン当時の入場券価格は4,500ウォン、フリーパスは13,000ウォンだったが、現在はフリーパス99000ウォンとなっている。既存の入場券は、フリーパスに統一された。また、外国人観光客のための外国人のフリーパスも存在する。

## アクセス
- 蚕室駅（ソウル交通公社2号線・ソウル交通公社8号線）より徒歩1分